# Detente

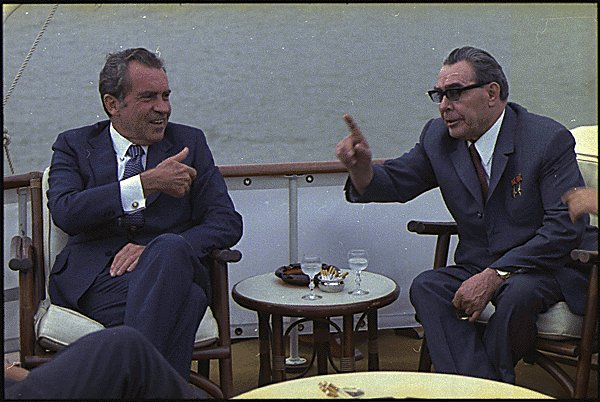
Ontmoeting tussen Richard Nixon en Leonid Brezjnev in 1973.

Detente is een periode van verminderde spanning in een conflict tussen twee antagonistische staten. Doorgaans wordt de term gebruikt voor de periode van ontspanning in de Koude Oorlog tussen de Sovjet-Unie en de Verenigde Staten, van de late jaren 60 tot eind jaren 70. Het ontstond als gevolg van de Cubacrisis: president J.F. Kennedy wilde geen Derde Wereldoorlog en de detente was daar een vreedzame oplossing voor.
Deze ontspanning manifesteerde zich vooral in de totstandkoming van verschillende verdragen tussen beide landen, zoals het Non-proliferatieverdrag (NPV), de Strategic Arms Limitation Talks (SALT I en SALT II) en de Helsinki-akkoorden. De Sovjet-inval in Afghanistan op 24 december 1979 wordt wel beschouwd als het feitelijke einde van de ontspanning.